# عبد الرحمن الشاغوري
عبد الرحمن الشاغوري (1332- 1425 هـ / 1914- 2004 م)، داعية ومربٍّ سوري، من شيوخ الطريقة الشاذلية الصوفية بسورية، وأديب شاعر، تولَّى الخطابة في بعض مساجد دمشق، والتدريس في معاهدها، وكان على معرفة ودراية بالألحان الموسيقية والمقامات الغنائية.

## مولده ونشأته
وُلد أبو منير، عبد الرحمن بن عبد الرحمن بن مصطفى بن عبد الرحمن زين العابدين المشهور بالشاغوري، سنة 1332هـ/ 1914م، في مدينة حِمْص في سوريا. وهو حسيني من آل بيت النبوة، ينتهي نسبه إلى علي زين العابدين بن الحسين. مات أبوه وهو صغير السن، فنشأ يتيماً في رعاية أخيه محمد الذي انتقل إلى دمشق وحدَه في بادئ الأمر، ثم بعد مدَّة قصيرة سافر إليه عبد الرحمن إلى دمشق سنة 1341هـ/ 1922م فاستقرَّ في حيِّ الميدان، ثم انتقل إلى حيِّ المهاجرين ليسكن بجوار شيخه محمد الهاشمي التلمساني.

## شيوخه
تردَّد إلى عدد من علماء الشام منذ طفولته، منهم:
- يوسف جندل شيخ الطريقة الرفاعية في حمص، كان يتردد إليه في طفولته.
- عمر الحمصي شيخ الطريقة الأحمدية في حي الحقلة في الميدان، كان يتردَّد إليه عند رحيله إلى دمشق.
- عطا الغبرة، أخذ عنه الطريقة التيجانية.
- بدر الدين الحسني، أخذ عنه علوم الحديث وأصوله.
- علي الدقر صاحب النهضة العلمية في بلاد الشام وشيخ الطريقة التيجانية، أخذ عنه الفقه.
- محمد حسني البغال، أخذ عنه علوم العربية من نحو وبلاغة ولغة، إضافة إلى الفقه الشافعي والتفسير وحفظ المتون، وكان له الفضل في تعريف الشاغوري بشيخه محمد الهاشمي التلمساني في زيارة له مع تلامذته إلى الهاشمي.
- محمد بركات.
- علي سليق.
- إسماعيل الطيبي.
- أبو الخير الميداني، شيخ الطريقة النقشبندية في دمشق، أخذ عنه علوم الفرائض والمواريث.
- محمد الهاشمي التلمساني شيخ الطريقة الشاذلية في بلاد الشام، أخذ عنه التوحيد والتصوف، وصحبه ملازمًا لدروسه العامَّة والخاصَّة قرابة ثلاثين عامًا، وأجازه بأوراد الطريقة الشاذلية، وكان يثني عليه ويشير إلى أنه يصلح لحمل لواء الطريقة الشاذلية.[1]

وكان من طبقته في طلب العلم آنذاك المشايخ محمود الحبال، وعبد الحميد الدقر، وسليمان الحجازي، وأبو الحسن محيي الدين الكردي، ومحمد سعيد الكردي الذي أجازه كتابة بكل ما أجازه به شيخهما محمد الهاشمي التلمساني.

## أعماله

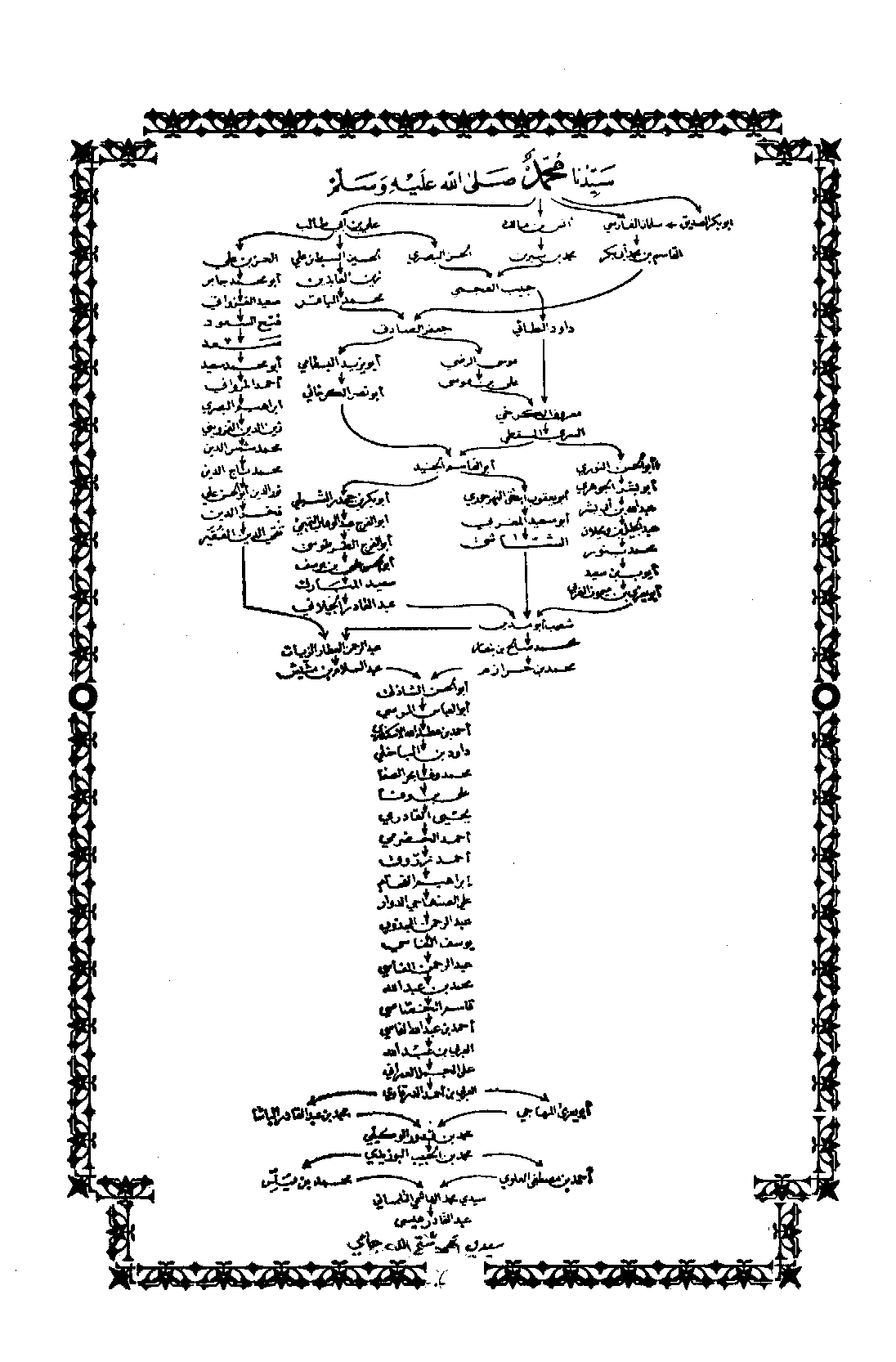
سند الطريقة الشاذلية يظهر فيها اسم شيخه "محمد الهاشمي"

شارك في جهاد الفرنسيين أيام الاحتلال، وشارك في الثورة السورية وهو دون العشرين، وله قصيدة في الثورة والإضراب ألقاها على مدرَّج جامعة دمشق أمام أعضاء الحكومة عام 1945. 
وعمل في الغزل والنسيج، وكافح من أجل حقوق العمَّال حتى اختيرَ رئيسًا لاتحاد عمَّال النسيج في دمشق، وعضوًا في اتحاد نقابات العمَّال في سوريا، وفي اتحاد عمَّال العرب. وله قصائدُ مطوَّلة في الدفاع عن حقوق العمَّال ألقاها في بعض المناسبات، وتلقَّى من أجل جهاده ذلك شهادات تقديرية.
تولى الخطابة في عدد من مساجد دمشق، آخرها جامع الخيَّاط في حيِّ المهاجرين قرب داره.

## تلاميذه
تَلْمَذَ عليه كثيرون، منهم:
- أديب الكيلاني، عالم من حماة، وممَّن تلقى التوحيد على محمد الهاشمي التلمساني، وأجازه الشاغوري بالإرشاد والتسليك وكان مركز الطريقة في حماة.
- محمد أمين بن عبد الهادي الفاروقي.
- مصطفى التركماني، وهو فقيه شافعي.
- نوح حاميم كلر، من أصل أمريكي مقيم في الأردن، وأخذ عنه الطريقة الشاذلية بدمشق سنة 1988، وأذن له بالإرشاد.
- محمود أبو الهدى الحسيني، طبيب وعالم من حلب، له مؤلفات في العقيدة والتصوف.
- سعيد الكَحِيل، عالم من حمص وفقيه حنفي، من خرِّيجي الأزهر.
- بشير الشقفة، عالم من حماة.
- عبد الكريم تتان، عالم حموي مقيم في الإمارات.
- عاصم الكيالي، من لبنان، أجازه في العلوم الشرعية وفي الوعظ والتسليك والإرشاد، وهو خليفة الشاغوري وشيخ الشاذلية في لبنان.
- عمر النعساني، من مدينة الباب في سوريا.
- إبراهيم الهندي، من شيوخ دمشق، كان مديرًا للتعليم الشرعي فيها.
- إسماعيل بن محمد سعيد الكردي، من الأردن، شيخ الطريقة الشاذلية في الأردن.

## وفاته
توفي عبد الرحمن الشاغوري بعد غيبوبة دامت ثلاثين يومًا، في فجر يوم الثلاثاء 20 ربيع الآخر 1425هـ الموافق 8 يونيو (حَزِيران) 2004م، ودُفن في مقبرة الحِرش بجادَّة الشورى في دمشق.